# Coptopsylla trigona
Coptopsylla trigona är en loppart som beskrevs av Ioff 1946. Coptopsylla trigona ingår i släktet Coptopsylla och familjen Coptopsyllidae. Inga underarter finns listade i Catalogue of Life.